# Regiunea Ploiești

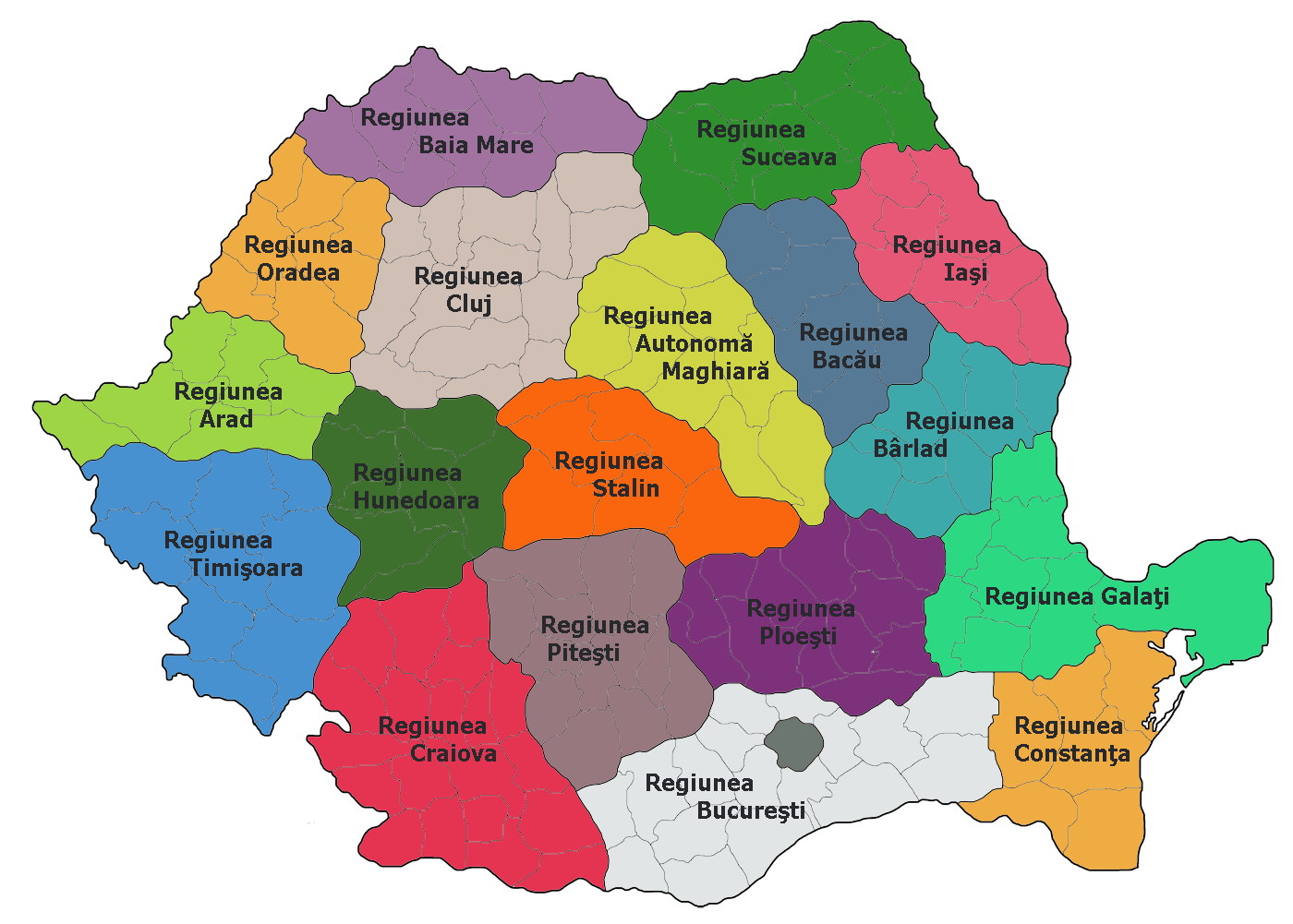
Regiunea Ploieşti în cadrul împărţirii administrative a României (1953)

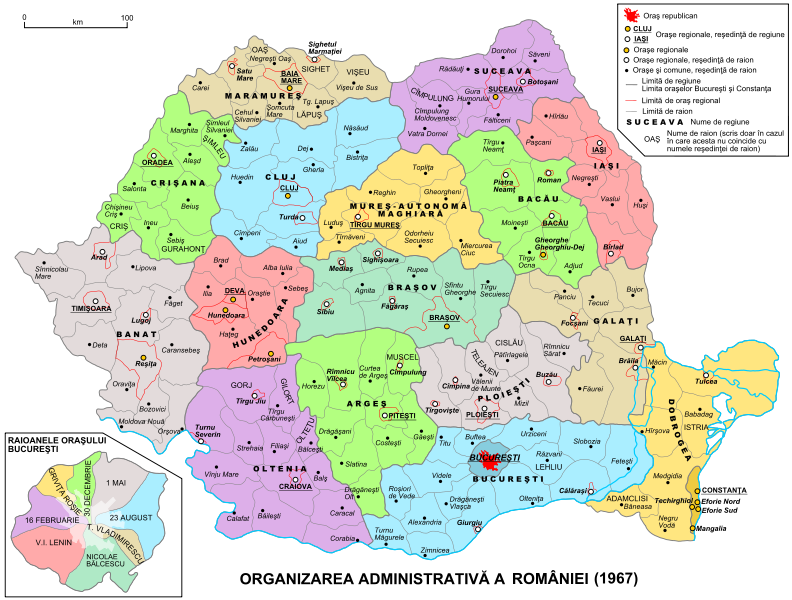
Regiunea Ploiești în cadrul împărţirii administrative a României (1960-1968)

Regiunea Ploiești a fost o unitate administrativ-teritorială situată în zona de centru-est a Republicii Populare Române, înființată în anul 1952, când au fost desființate și comasate regiunile Prahova și Buzău. Ea a existat până în anul 1968, când regiunile au fost desființate.

## Istoric
Reședința regiunii a fost la Ploiești, iar teritoriul său cuprindea o suprafață apropiată de cea a actualelor județe Buzău, Dâmbovița și Prahova, precum și mici porțiuni din actualele județe Argeș, Brașov, Ilfov și Vrancea.

## Vecinii regiunii Ploiești
Regiunea Ploiești se învecina:
- 1952-1956: la est cu regiunea Galați, la sud cu regiunea București, la vest cu regiunea Pitești, iar la nord cu regiunile Stalin, Autonomă Maghiară și Bârlad.
- 1956-1960: la est cu regiunea Galați, la sud cu regiunea București, la vest cu regiunea Pitești, iar la nord cu regiunile Stalin, Autonomă Maghiară și Galați.
- 1960-1968: la est cu regiunea Galați, la sud cu regiunea București, la vest cu regiunea Argeș, iar la nord cu regiunea Brașov.

## Subdiviziuni
Regiunea avea patru orașe de subordonare regională: Ploiești (reședința regiunii), Buzău, Câmpina și Târgoviște. 
Între 1952-1956, Regiunea Ploiești cuprindea 14 raioane: Beceni, Buzău, Câmpina, Cislău (Pătârlagele), Cricov (Urlați), Mizil, Ploiești, Pogoanele, Pucioasa, Râmnicu Sărat, Sinaia, Târgoviște, Teleajen (Vălenii de Munte) și Urziceni.
Între 1956-1968, Regiunea Ploiești cuprindea 12 raioane: Beceni, Buzău, Câmpina, Cislău (Pătârlagele), Cricov (Urlați), Mizil, Ploiești, Pogoanele, Pucioasa, Râmnicu Sărat, Târgoviște și Teleajen (Vălenii de Munte).